# 4 botas
4 botas és una novel·la gràfica de Keko publicada el 2002. Va obtenir el Premi a la millor obra del Saló Internacional del Còmic de Barcelona de 2003.

## Argument
Un empleat d'una editorial, especialista en material relacionat amb els anys 1950, creu haver descobert indicis per a desemmascarar la cara oculta de la caça de bruixes enginyada pel senador McCarthy als anys 1950. La vida del protagonista, que transcorre entre llibres i còmics, oscil·la entre la fina franja que separa el deliri de la realitat, sense que el lector pugui arribar a saber amb certitud si la seva teoria conspirativa és real o fruit de les seves al·lucinacions.
El còmic, que fa explícites referències a el Quixot, és un homenatge a la iconografia estatunidenca i a la cultura popular dels anys 1950. L'estil i el pla subjectiu que empra de manera abundant Keko, accentuat per l'exagerat ús de tons ocres i rojos, contribueix a recrear l'enrarida i turbulent atmosfera que va marcar el Maccarthisme.